# 37.5℃的眼淚
《37.5℃的眼淚》，為TBS電視台製作的日本連續劇，2015年7月9日起於TBS電視台週四連續劇9時段（21:00－21:54，JST）播出，改編自椎名千花自2013年12月起於《Cheese!》連載的同名漫畫。漫畫單行本至2015年6月為止已發行3集。本劇由初次於民營電視台戲劇擔任主角的蓮佛美沙子主演。因TBS將停止「週四連續劇9」的戲劇檔次，因此本劇為此時段的最後一檔電視劇。

## 故事大綱
杉崎桃子是不擅長笑的前幼兒園老師。因為不擅長笑，導致無法和家長好好交流，一年之後就被幼兒園解約，進入專責照護患病兒童的看護中心「小雪（Little Snow）」。37.5度對工作的父母來說是非常熟悉的數字。當孩子的體溫超過這個上限值的時候，幼兒園就會通知家長。就算在工作中，也必須去接孩子。早退會導致同事不滿，得不到家人的理解等。「病童褓姆」就是為了替這樣的父母照顧孩子的看護人員。
經由一次次的看護歷練，原本不擅長笑，無法和家長交流的桃子，臉上開始有了笑容，與家長們的互動日趨頻繁。「病童褓姆」杉崎桃子的看護故事就此展開。

## 登場人物

### 主要人物
- 杉崎桃子：蓮佛美沙子（幼少時期：井上琳水）（香港配音：羅孔柔）
- 朝比奈元春：成宮寬貴（香港配音：黃啟昌）
- 關惠美：水野美紀（香港配音：林元春）
- 柳主税：藤木直人（特別演出）（香港配音：蘇強文）
- 篠原健介：速水茂虎道（香港配音：李致林）

### 看護中心「小雪（Little Snow）」
- 田中雅代：美保純（日语：美保純）（香港配音：沈小蘭）
- 今井加奈子：永池南津子（日语：永池南津子）（香港配音：吳羨婷）
- 町井理沙：趣里（香港配音：凌晞）
- 加藤哲平：木戶邑彌（日语：木戸邑弥）（香港配音：李安邦）

### 篠原家
- 篠原久美子：瀧澤沙織（香港配音：梁少霞）
- 篠原健太：横山歩（日语：横山歩）（香港配音：陳琴雲）

### 杉崎家
- 杉崎富美子：淺野溫子（香港配音：黃玉娟）
- 杉崎誠一郎：石田登星（日语：石田登星）
- 杉崎優樹：水上劍星（日语：水上剣星）（幼少時期：小林喜日）（香港配音：李鎮然）
- 清水（杉崎）香織：田上唯（日语：田上唯）（幼少時期：井上華月）（香港配音：葉曉欣）
- 杉崎彩：黑川智花（第7集、第8集）（香港配音：陳琴雲）
- 杉崎光：石塚獅櫻（日语：石塚獅桜）（第8集）（香港配音：陸惠玲）
- 杉崎舞：早坂舞（第8集）

### 小酒館「櫻桃」
- 佐藤錦：西村和彦（香港配音：李錦綸）
- 佐藤陽子：久保田磨希（日语：久保田磨希）（香港配音：伍秀霞）
- 佐藤沙也加：谷川理沙子（日语：谷川りさこ）（香港配音：黃淑芬）

### 其他人物
- 小野優美香：特林德爾·玲奈（香港配音：陳皓宜）
- 朝比奈小雪：松島花（日语：松島花）（香港配音：成瑤孆）
- 朝比奈小春：鈴木梨央（香港配音：何寶珊）
- 小春的導師：阿南敦子（日语：阿南敦子）（第4集）
- 相澤亮太：鴇田蒼太郎（第3集、第4集）（香港配音：魏惠娥）
- 亮太的母親：深谷美歩（第4集）

### 各集登場人物

#### 第1集
- 森聰美：中越典子（第10集）（香港配音：曾秀清）
- 森海翔：林田悠作（日语：林田悠作）（第10集）（香港配音：廖杏茵）

#### 第2集
- 佐佐木真里惠：安達祐實（香港配音：朱妙蘭）
- 佐佐木結衣：須田理央（香港配音：成瑤孆）

#### 第3集
- 大橋華繪：矢田亞希子（香港配音：陸惠玲）
- 大橋姬華：小菅汐梨（日语：小菅汐梨）（香港配音：張頌欣）

#### 第4集
- 北原真依子：佐藤仁美（香港配音：謝潔貞）
- 北原秀文：阿部翔平（日语：阿部翔平）（香港配音：張錦江）
- 北原翔馬：須田瑛斗（日语：須田瑛斗）（香港配音：林丹鳳）
- 北原拓也：加藤瑛斗（日语：加藤瑛斗）

#### 第5集
- 伊藤敬二：綾部祐二（日语：綾部祐二）（搞笑團體「Piece」）（香港配音：陳廷軒）
- 伊藤春菜：中村美乃莉（香港配音：柚子蜜）

#### 第6集
- 清田七海：小野乃乃香（第7集）（香港配音：李潤知）
- 清田寬人：知場蒼大（第7集）

#### 第7集
- 安西泉美：佐津川愛美（日语：佐津川愛美）（香港配音：許盈）
- 安西香蓮：横溝菜帆（日语：横溝菜帆）
- 岡野沙紀：MEGUMI（香港配音：曾佩儀）
- 岡野梨奈：住田萌乃（日语：住田萌乃）

#### 第8集
- 須田喜美江：青木沙耶加
- 須田玲奈：矢崎由紗（日语：矢崎由紗）

#### 第9集
- 川上翔子：山下莉緒（第10集）（香港配音：黃淑芬）
- 川上遼：高橋來（第10集）

#### 第10集
- 森良美：茅島成美（日语：茅島成美）

## 製作團隊
- 原著：椎名千佳「37.5℃の涙」（37.5℃的眼淚）（小學館 月刊《Cheese!》連載）
- 劇本：梅田美佳
- 導演：古澤健、藤尾隆、村上牧人
- 製作人：渋谷未來、近見哲平
- 主題曲：wacci〈大丈夫〉（沒關係）（EPIC Records Japan）[10]
- 製作：TBS、TELEPACK

## 播出日程與收視率
| 集數                                                | 播出日期 | 標題                                                                              | 導演     | 收視率 |
| --------------------------------------------------- | -------- | --------------------------------------------------------------------------------- | -------- | ------ |
| 1                                                   | 7月9日   | （不配為人母親！？為了工作而對生病的孩子置之不顧，難道不是罪過嗎…病童褓姆的故事） | 古澤健   | 7.2%   |
| 2                                                   | 7月16日  | （孩子裝病真的可以嗎？母親失去對孩子的信任）                                      | 藤尾隆   | 6.3%   |
| 3                                                   | 7月23日  | （不會斥責他人的碎碎唸母親 不會向人道歉的孩子）                                   | 村上牧人 | 6.1%   |
| 4                                                   | 7月30日  | （再婚家庭的隔閡!!與血緣緊緊相連的是親子間的親情？）                              | 古澤健   | 5.5%   |
| 5                                                   | 8月6日   | （母親臨終前給女兒的訊息…與傷害自己的親人再度相見）                               | 藤尾隆   | 5.6%   |
| 6                                                   | 8月13日  | （在無法擺脫母親控制的情況下出現的救世主與戀愛的預感）                            | 村上牧人 | 5.3%   |
| 7                                                   | 8月20日  | （再次出發的戀情與三角關係…對母親逐漸燃起的異常愛戀）                             | 古澤健   | 5.9%   |
| 8                                                   | 9月3日   | （突如其來的吻與求婚？與有家庭暴力傾向的哥哥訣別…）                               | 藤尾隆   | 6.2%   |
| 9                                                   | 9月10日  | （病童褓姆遭到開除！惡毒母親的勝利…所有事件的真相是什麼!?）                       | 古澤健   | 5.8%   |
| 10                                                  | 9月17日  | （充滿淚水的決定！母女就此告別…之後是感情的歸宿）                                 | 古澤健   | 7.5%   |
| 平均收視率%（收視率由Video Research於關東地區統計） |          |                                                                                   |          |        |

## 外部連結
- 37.5℃的眼涙－TBS官方網站（页面存档备份，存于）（日語）

| 日本 TBS電視台 週四連續劇9（） 星期四 21:00           | 日本 TBS電視台 週四連續劇9（） 星期四 21:00 | 日本 TBS電視台 週四連續劇9（） 星期四 21:00 |
| ----------------------------------------------------- | ------------------------------------------- | ------------------------------------------- |
|                                                       | 37.5℃的眼淚 （2015年7月9日－2015年9月17日） |                                             |
| 脫黑～不再當黑社會～ （2015年4月16日－2015年6月18日） | 電視劇時段廢止 （改播綜藝節目）             |                                             |

| 香港 TVB日劇台 星期日 13:30－15:30、17:30－19:30及21:30－23:30 | 香港 TVB日劇台 星期日 13:30－15:30、17:30－19:30及21:30－23:30 | 香港 TVB日劇台 星期日 13:30－15:30、17:30－19:30及21:30－23:30 |
| -------------------------------------------------------------- | -------------------------------------------------------------- | -------------------------------------------------------------- |
|                                                                | 上門保姆 （2015年10月11日－2015年11月8日）                     |                                                                |
| 聖女 （2015年9月13日－2015年10月4日）                          | 高校合唱團 （2015年11月15日－2015年12月13日）                  |                                                                |